# Ruralizáció
A ruralizáció (az angolszász szakirodalomban counter urbanisation, ellenurbanizáció) migrációs folyamat, melynek lényege a lakosság számának a növekedése a nagyvárosoktól távoli, rurális térségekben, valamint ezzel egy időben a lakosság számának csökkenése a nagyvárosi régiókban (tehát a nagyvárosokban és agglomerációjukban egyaránt).
A jelenség az 1980-as években számos nyugat-európai országban (Belgium, Dánia, Franciaország, Hollandia, Svédország, Nyugat-Németország, Egyesült Királyság) megfigyelhető volt.
A ruralizáció jelenségét magyarázók két fő okot határoznak meg:
- Egyrészt a nagyvárosi régiók környezetminőségének romlása miatt a lakosság egyre távolabbi régiókban keresi az igényeit kielégítő lakókörnyezetet.
- Másrészt az információs társadalom kialakulásával, valamint az infrastrukturális fejlesztések révén, a munkahelyteremtés már nem feltétlenül kötődik központi helyekhez. Egyes kutatók a jelenség keleti irányú továbbterjedését prognosztizálják.

## Külső hivatkozások (angol)
- A-Level Description of Counterurbanisation
- Key Stage 3 Description of Counterurbanisation
- Counterurbanisation and Rural Change